# Ed Sherod
Edmund G. Sherod, detto Ed (Richmond, 13 settembre 1959), è un ex cestista statunitense, professionista nella NBA.

## Carriera
Venne selezionato dai New Jersey Nets al quarto giro del Draft NBA 1981 (72ª scelta assoluta).

## Palmarès
- Campione CBA (1982)
- CBA Playoff MVP (1982)
- Migliore nelle palle recuperate CBA (1982)